# Leszek Myczka
Leszek Myczka (ur. 18 października 1954 w Polanicy Zdroju) – polski dziennikarz telewizyjny, publicysta, dokumentalista, związany z TVP Opole.

## Życiorys
Leszek Myczka pochodzi z Polanicy-Zdroju. W 1972 roku ukończył I Liceum Ogólnokształcące im. Bolesława Chrobrego w Kłodzku. Po pomyślnie zdanej maturze podjął studia na Uniwersytecie Mikołaja Kopernika w Toruniu, gdzie ukończył w 1977 roku filologię klasyczną, uzyskując stopień magistra. W latach 1976–1978 podjął również naukę w Państwowym Studium Kulturalno-Oświatowym i Bibliotekarskim w Opolu.
Leszek Myczka po ukończeniu studiów na stałe związał się z mediami w Opolu. Pracował m.in. Gazeta Wyborcza, Panorama Opolska, Radio Opole, TVP Opole. Jest prowadzącym programów publicystycznych m.in.: Wszystko jasne, Rozmowa dnia oraz programu o tematyce historii Opolszczyzny – Lapidarium Opolskie. Autor filmów dokumentalnych: Egzekutorka, Tajemnice Układu Warszawskiego. Broń atomowa w PRL, Batalia o Śląsk, o Romanie Dmowskim serii filmów Miasta Śląska, oraz Pan Tadeusz, czyli 40 lat TVP Opole, za co w 2011 roku otrzymał 2. Nagrodę na Przeglądzie i Konkursie Dziennikarzy Oddziałów TVP w kategorii Autor najlepszego programu budującego tożsamość regionalną.

## Filmografia
- „Pierwsza Dekada” 2005
- „Egzekutorka” 2006
- „Tajemnice Układu Warszawskiego. Broń Atomowa w Polsce” 2006
- „Misje strachu” 2007
- „Kryptonim Wichrzyciele” 2008
- „Wigilia w Grodkowie” 2008
- „Niedokończona Kariera” 2009
- „Pieśń o fladze” 2010
- „Wincenty z Kielczy” 2011
- „Miasta Śląska – Nysa” 2010
- „Miasta Śląska- Opole” 2011
- „Dr Wałęsa” 2011
- „Pan Tadeusz, czyli 40 lat TVP w Opolu”
- „Miasta Śląska – Głogówek” 2013
- „Miasta Śląska – Paczków” 2013
- „Miasta Śląska – Prószków” 2013
- „Nyskie księstwo jezior i gór” 2014
- „Pod egidą muz łagodnych” 2014
- „Sukces nie jedno ma imię” 2014
- „Czystsze jest lepsze” 2014
- „Człowiek z pomnika” 2015
- „Powiat Opolski” 2016
- „My nie chcemy do Opola” 2016
- „Ballada o Druchu” 2017
- „Alfons Zgrzebniok – Śmiałek z Dziergowic” 2017
- „Zły” 2019
- „Leader tu byl” 2019
- „My nie chcemy do Opola II” 2019
- "Nowe życie starych ksiąg" 2019
- "Biała - łączy nas historia" 2021

## Nagrody
- 2011 – 2. Nagroda na Przeglądzie i Konkursie Dziennikarzy Oddziałów TVP w kategorii Autor najlepszego programu budującego tożsamość regionalną za dokument Pan Tadeusz, czyli 40 lat TVP Opole[6].
- 2017 – Nominacja do nagrody w VIII Międzynarodowym Festiwalu Filmów Historycznych i Wojskowych, Warszawa 2017, dwóch filmów Człowiek z pomnika. Rzecz o Edmundzie Osmańczyku i Alfons Zgrzebniok – Śmiałek z Dziergowic[7].
- 2017 – Wyróżnienie Muzeum Niepodległości na VIII Międzynarodowym Festiwalu Filmów Historycznych i Wojskowych, Warszawa 2017, za film dokumentalny o Edmundzie Osmańczyku Człowiek z Pomnika[7].

## Życie prywatne
Leszek Myczka jest członkiem dziennikarskiej rodziny. Jego ojciec, Jan Myczka był w latach 1980–1983 prezesem Towarzystwa Miłośników Polanicy. Jego siostry: Magdalena Jethon, Irena Myczka-Weber, Jolanta Pędziwiatr również są dziennikarkami. Mężem Ireny Weber, a zarazem szwagrem Leszka Myczki był krytyk muzyczny Jan Weber.
Żonaty, ma córkę Magdalenę.